# Гулько Іван Іванович
Іван Іванович Гулько (нар. 1911?, тепер Вінницька область — ?) — український радянський діяч, новатор сільськогосподарського виробництва, голова колгоспу імені Леніна Хмільницького району Вінницької області. Депутат Верховної Ради УРСР 4-го скликання.

## Біографія
Народився в селянській родині.
Учасник німецько-радянської війни.
Член КПРС.
У 1950-х роках — голова колгоспу імені Леніна Хмільницького району Вінницької області.

## Нагороди
- орден «Знак Пошани» (26.02.1958)
- ордени
- медалі